# Elecciones generales de la República Democrática del Congo de 2018
Las elecciones generales de la República Democrática del Congo de 2018 tuvieron lugar el 30 de diciembre del mencionado año con el objetivo de renovar la presidencia de la república para el período 2019-2024, y los 500 escaños de la Asamblea Nacional. También debían elegirse, simultáneamente, los 715 escaños de los consejos provinciales. Fueron los terceros comicios desde el fin de la segunda guerra del Congo.
De acuerdo con la constitución de 2006, el último y segundo mandato del presidente saliente, Joseph Kabila, expiraba el 20 de diciembre de 2016, y para entonces ya deberían haber tenido lugar las elecciones para escoger a su sucesor. Originalmente, el gobierno programó los comicios para el 27 de noviembre de 2016, pero se retrasaron sorpresivamente con la promesa de realizarlas en 2017.  El mandato de Kabila expiró efectivamente, pero este continuó en el cargo. La encendida protesta internacional y la posterior ruptura de la promesa llevaron a que el gobierno reprogramara las elecciones para el 23 de diciembre de 2018, más de dos años después de finalizado el mandato de Kabila. Sin embargo, se pospusieron nuevamente durante una semana el 20 de diciembre de 2018 debido a un incendio en el almacén de la comisión electoral en Kinshasa, que destruyó 8,000 unidades electrónicas de máquinas de votación. El retraso repetitivo y la negativa de Kabila a abandonar el poder a pesar de la inconstitucionalidad de su permanencia en el cargo condujeron a masivas y violentas manifestaciones, que fueron duramente reprimidas.
Kabila no era elegible para aspirar a un tercer mandato, pues la constitución limita al presidente a ser reelegido una sola vez. El exministro del Interior, Emmanuel Ramazani Shadary, se presentó como candidato del oficialista Partido del Pueblo para la Reconstrucción y la Democracia (PPRD) y fue apoyado por la misma coalición que había sostenido al gobierno de Kabila, la Alianza de la Mayoría Presidencial. Sin embargo, varios partidos del frente, la mayoría de tendencia lumumbista, abandonaron la coalición en octubre de 2018, por lo que esta se renombró bajo el nombre "Frente Común para el Congo". En oposición a la candidatura de Shadary, siete líderes de la oposición, entre ellos Jean-Pierre Bemba y Moïse Katumbi, nominaron a Martin Fayulu, del partido Dinámica de Oposición Política Congoleña (DO), como su candidato a presidente, en un frente denominado "Alianza del Despertar". No obstante, poco después, Félix Tshisekedi y Vital Kamerhe, abandonaron la alianza y fundaron la coalición "Directo hacia el Cambio", con Tshisekedi, del partido Unión por la Democracia y el Progreso Social (UDPS) como candidato a presidente y Kamerhe, de la Unión por la Nación Congoleña (UNC), como gerente de campaña y posible Primer Ministro si ganaba. También acordaron que, de ganar, el candidato oficialista en las elecciones de 2023 sería de la UNC.
Los resultados preliminares estaban programados para ser anunciados el 6 de enero de 2019, con el resultado final el 15 de enero y la inauguración del próximo presidente el 18 de enero. Sin embargo, más tarde, el 5 de enero se anunció que la publicación de los resultados preliminares se retrasaría, ya que la comisión electoral había obtenido menos de la mitad de los votos. A pesar de las sospechas opositoras de un posible fraude a favor de Shadary, el 10 de enero, la Comisión Electoral declaró que Félix Tshisekedi había ganado las elecciones presidenciales por estrecho margen, Fayulu había quedado en segundo lugar y Shadary al tercero. Sin embargo, Fayulu denunció fraude electoral y se declaró ganador, afirmando que apelaría el resultado de las elecciones ante el poder judicial. La Iglesia Católica, que había enviado 40.000 observadores a las elecciones, manifestó su preocupación por el posible fraude y declaró que las cifras preliminares que tenían ubicaban a Fayulu como ganador. El 12 de enero se supo que los partidos que apoyan a Kabila habían ganado una mayoría simple en la Asamblea Nacional.
Kabila reconoció la derrota de su partido y declaró que organizaría una transición pacífica del poder a Tshisekedi, la primera en la historia del país africano desde su independencia de Bélgica en 1960.

## Antecedentes
El 29 de septiembre de 2016, la Comisión Electoral Nacional Independiente (CENI) anunció que las elecciones no se realizarían hasta principios de 2018. Según el vicepresidente de CENI, la comisión "no convocó elecciones en 2016 porque no se conoce el número de votantes elegibles". El anuncio se produjo diez días después de que las masivas protestas contra Kabila en Kinshasa dieran como resultado diecisiete personas muertas. La oposición alegó que Kabila retrasó intencionalmente las elecciones para permanecer en el poder. Un acuerdo alcanzado con la oposición en diciembre de 2016 permitió a Kabila permanecer en el cargo con el requisito de celebrar elecciones para fines de 2017. Sin embargo, el 7 de julio de 2017, el presidente de CENI, Corneille Nangaa, dijo que no sería posible organizar elecciones presidenciales por el fin de año.  El líder opositor Félix Tshisekedi condenó el anuncio en Twitter y dijo que Nangaa había "declarado la guerra al pueblo congoleño".
En noviembre de 2017, el CENI anunció que las elecciones se celebrarán en diciembre de 2018, después de haber declarado anteriormente ese mes que las elecciones no se podrían celebrar hasta abril de 2019 debido a las dificultades para registrar votantes en un país con infraestructura subdesarrollada. El primer ministro Bruno Tshibala confirmó en marzo de 2018 que las elecciones se realizarían en diciembre. Según la ONU, un total de cuarenta y siete personas murieron en protestas contra el presidente Kabila durante el período 2017-2018. Según Human Rights Watch, las fuerzas de seguridad del gobierno utilizaron rondas en vivo para dispersar a las multitudes de partidarios de la oposición a lo largo de agosto de 2018, afirmando que el total de muertos para entonces desde 2015 era de trescientas personas. HRW también documentó los intentos del gobierno congoleño de perseguir a miembros de la oposición, como prohibir que Moïse Katumbi ingresara al país y dispersar a la fuerza un mitin en apoyo de Jean-Pierre Bemba.
A fines de diciembre, el gobierno demoró aún más la votación en tres ciudades afectadas por el brote de ébola en 2018, así como el conflicto militar en curso hasta marzo de 2019, mientras que en todas las demás regiones todavía tendrá lugar según lo programado para el 30 de diciembre. Las ciudades son Beni y Butembo en la provincia de Kivu del Norte y Yumbi en la provincia occidental de Mai-Ndombe. Esto fue criticado ya que estas regiones son conocidas como bastiones electorales de la oposición.

## Sistema electoral
Según el artículo 71 de la Constitución de la República Democrática del Congo, el presidente de la República Democrática del Congo es elegido en primera vuelta a simple pluralidad de sufragios para un mandato de cinco años, con la posibilidad de una sola reelección. El artículo 72 especifica que los requisitos para presentarse como candidato a la presidencia son ser ciudadanos congoleños y tener al menos treinta años.
El artículo 101 de la Constitución proporciona la base para la elección de la Asamblea Nacional. Los 500 miembros de la Asamblea Nacional son elegidos por dos métodos; 60 son elegidos mediante escrutinio mayoritario uninominal, con 60 circunscripciones que representan un escaño, y 440 son elegidos entre 109 circunscripciones plurinominales con escaños designados proporcionalmente entre los partidos que superan, al menos, el 1% de los votos válidos.
Por primera vez, se utilizaron máquinas de votación electrónica en una elección congoleña. Esto ha generado inquietud acerca de la manipulación de votos, particularmente después de que un incendio en un almacén en Kinshasa destruyó 8,000 máquinas de votación, que representan más de dos tercios de las máquinas de votación que se planeaba usar en la ciudad.

## Candidatos

### Candidaturas finales
En total, fueron aceptadas veintiún candidaturas para la elección presidencial y unas 34.900 para postularse a los 500 escaños de la Asamblea Nacional y los 715 escaños de las asambleas provinciales, dando un total de 29 candidatos de promedio por escaño.
El 25 de mayo de 2018, el empresario y exgobernador de la provincia de Katanga, Moïse Katumbi, conversó con el candidato presidencial de la oposición Félix Tshisekedi, hijo del fallecido líder de la oposición Etienne Tshisekedi, en el Consejo del Atlántico sobre la posibilidad de presentar un solo candidato opositor. A principios de septiembre de 2018, volvió a pedir a la oposición que se uniera detrás de un solo candidato.
A partir de agosto de 2018, la Comisión Electoral Nacional Independiente del país estaba revisando candidatos. El 10 de agosto de 2018 se publicó una lista preliminar de candidatos, incluidos veinticinco nombres. Otra lista se publicó el 24 de agosto, y la última se publicó el 19 de septiembre.
- Vital Kamerhe, expresidente del parlamento y líder de la Unión para la Nación Congoleña,[34] se retiró a favor de Tshisekedi.
- Emmanuel Ramazani Shadary, exgobernador de Maniema y exministro del Interior.[8][34]
- Félix Tshisekedi, líder de la Unión por la Democracia y el Progreso Social.[34]
- Martin Fayulu, apoyado por hasta cinco líderes de la oposición.[9]

### Descalificados
El 3 de septiembre, el Tribunal Constitucional de la República Democrática del Congo confirmó la decisión de la comisión electoral nacional de prohibir la participación de seis posibles candidatos, incluido el líder opositor Jean-Pierre Bemba.
- Samy Badibanga, ex primer ministro.[36]
- Jean-Pierre Bemba, exvicepresidente y líder rebelde.[8][34][37]
- Antoine Gizenga, antiguo asociado de Patrice Lumumba y ex primer ministro durante el gobierno de Kabila, de 93 años de edad.[34][36]
- Marie-Josee Ifoku Mputa, la única candidata mujer.[36]
- Moïse Katumbi, exgobernador de Katanga.[38] Katumbi has been purposely prevented from running because he has been sentenced in absentia to three years in prison for real-estate fraud.[8]
- Adolphe Muzito, ex primer ministro.[36]
- Bruno Tshibala, primer ministro incumbente desde 2017.[39]